# Londres
Londres, è una città argentina del dipartimento di Belén, nella provincia di Catamarca.

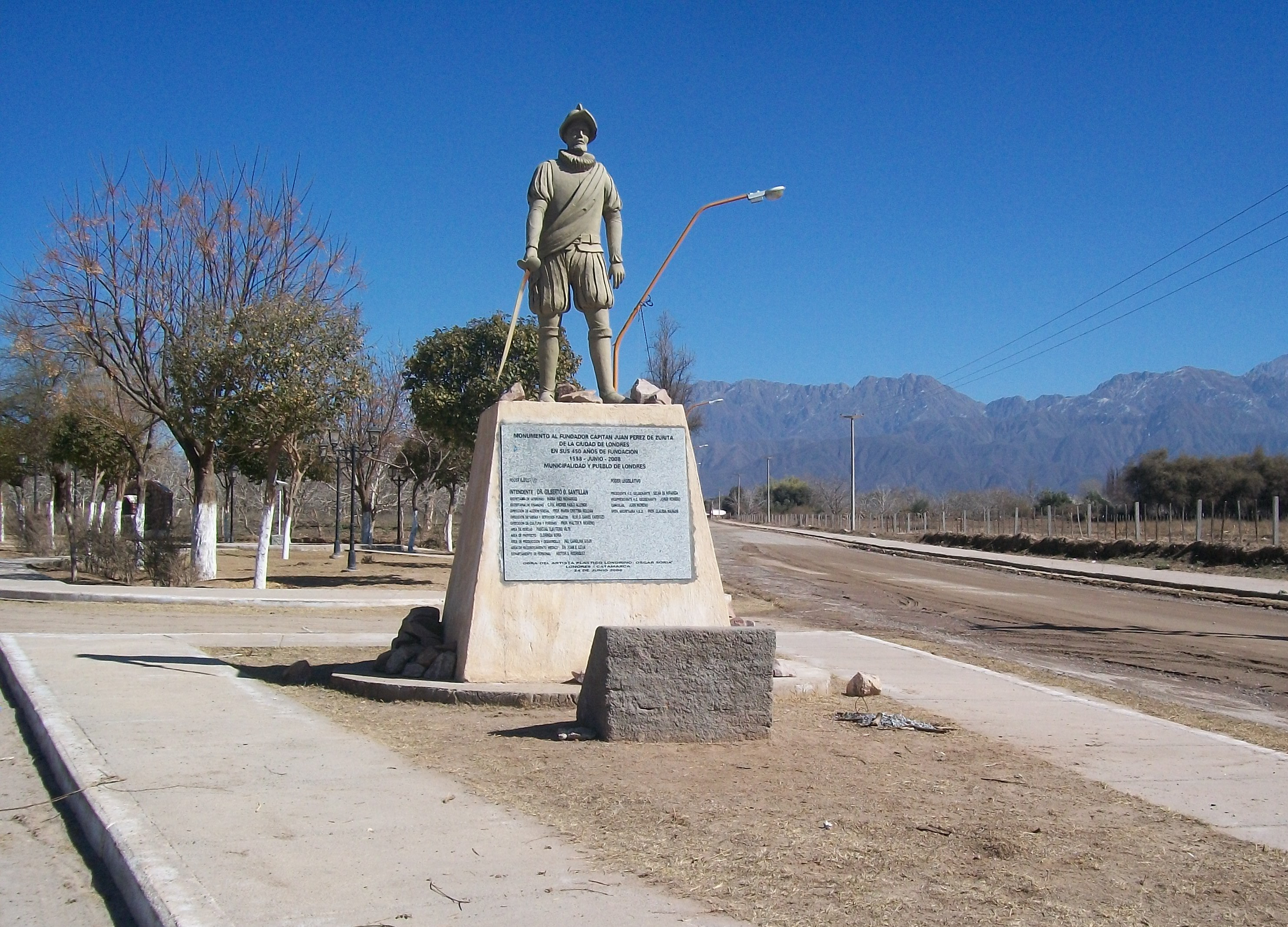
Monumento al fondatore di Londres